# Trianaea naeka
Trianaea naeka é uma espécie de planta endêmica do Equador.